# ベルリン-ハレ線
ベルリン-ハレ線 （ベルリン-ハレせん、ドイツ語: Bahnstrecke Berlin–Halle）とは、ドイツ連邦共和国の首都ベルリンのベルリン＝ズュートクロイツ駅からブランデンブルク州を経てザクセン＝アンハルト州ハレのハレ中央駅に至る全長161.6kmのドイツ鉄道の路線である。

## 概要
全線が複線電化である。欧州横断ネットワーク（TEN-T）1号線（ベルリン - ミュンヘン - ローマ - パレルモ）の一部を形成している。
ベルリンでは、地域・長距離列車が南北長距離線経由でベルリン中央駅以北と直通する。また、アンハルト近郊線として敷設されたベルリンSバーンがアンハルト駅 - リヒターフェルデ・ズュート間で平行する（S25、S26）。

## 歴史

### プロイセン時代
ベルリン・アンハルト鉄道株式会社は19世紀のドイツにおいて最も重要な鉄道会社の一つであり、全盛期には430kmの路線を有した。
当初の路線はベルリン・アンハルト駅からユータボーク、ヴィッテンベルク、デッサウを経由してケーテンに至る路線（ヴェングリニェツ-ロスラウ線、トレーブニッツ-ライプツィヒ線、デッサウ-ケーテン線を含む）であり、1841年に開業した。さらに、ケーテンにおいてハレおよびライプツィヒに向かうマクデブルク-ライプツィヒ線への接続が可能になった。1859年にはヴィッテンベルクからビターフェルトを経由してハレまで直接結ぶ短絡線が開業し、ベルリンからハレやライプツィヒへの所要時間が大幅に短縮された。
当時のドイツの長距離路線でも最も重要な路線であったことから、ベルリンからケーテン経由でハレ、ライプツィヒ、フランクフルト、ミュンヘンへ、同じくユーターボーク–レーデラウ線経由でドレスデン、プラハ、ウィーンに向かう特急列車が設定された。そしてベルリン、ウィーン、ローマ、アテネを結ぶ路線にもなった。

### 第一次世界大戦後
1923年初頭にはベルリンからハレおよびエアフルトを経由してフランクフルトに向かう特急列車（FD-Zug）が設定され、1935年初頭には同列車は電車化された。1939年にはベルリン - ビターフェルト間は1日33往復の長距離列車（行き先は主にライン＝マイン地方および南ドイツ）が運行され、ドイツで最も長距離列車の多い区間となった。

### 第二次世界大戦後

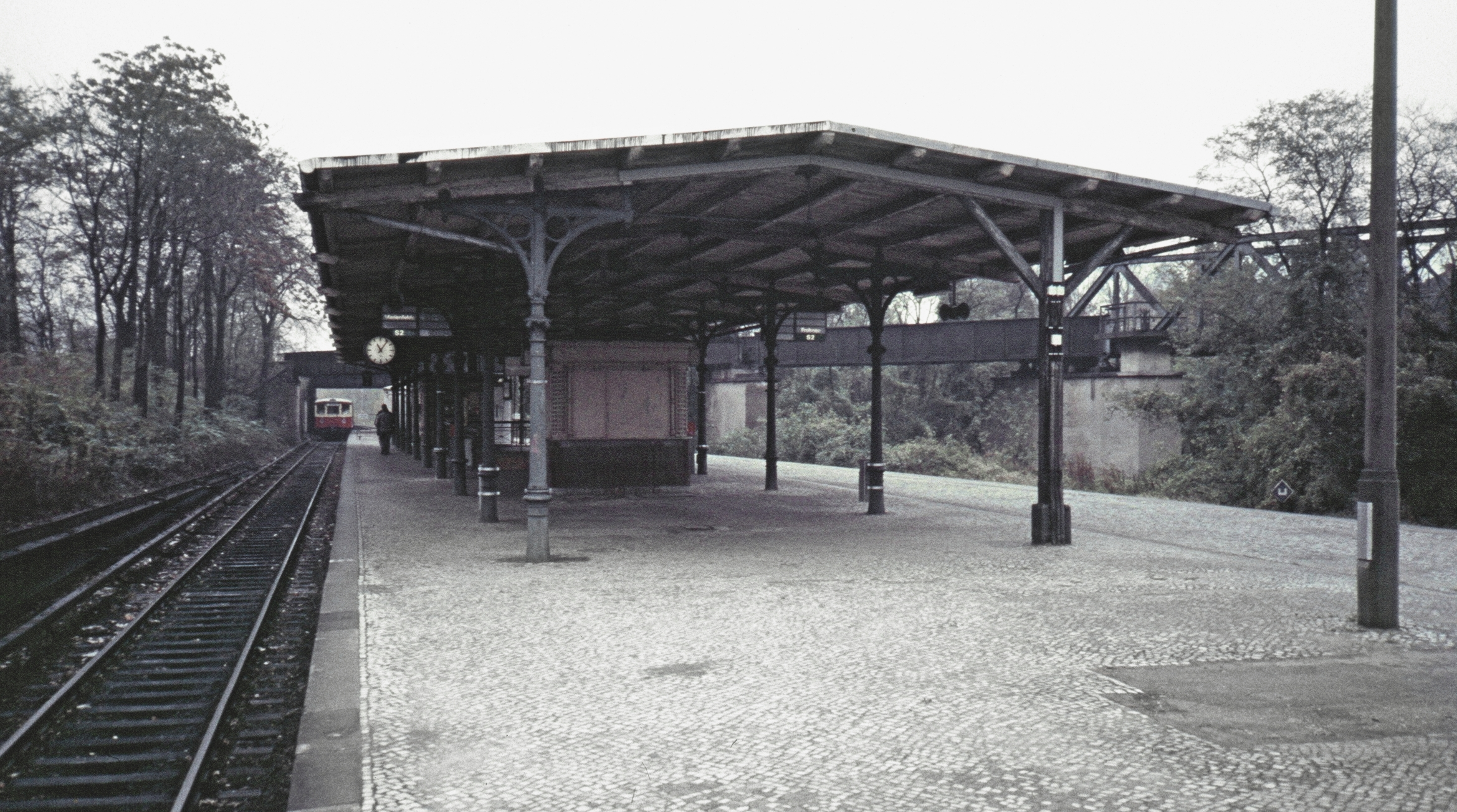
1986年時点でのパーペシュトラーセ駅（現：ベルリン＝ズュートクロイツ駅）

第二次世界大戦では線路は深刻な打撃を受け、修復は重要箇所のみに限定されていた。ベルリン分断後は東ドイツ国鉄が東ベルリン側の駅を運営していた。ベルリン外環状線の最初の区間が1951年に開通することによって初めてハレもしくはライプツィヒから西ベルリンを経由せずに東ベルリンに直通できるようになり、東ドイツ国内の長距離列車はベルリン東駅、リヒテンベルク駅、シェーネヴァイデ駅のいずれかから発着するようになった。地域輸送はベルリンの壁建設まではテルトー駅発着になり、西ベルリンに向かうベルリンSバーンとの乗り換えも可能であった。
壁建設後はテルトー駅付近の線路は支線に転落し、ルートヴィヒスフェルデからの地域列車の一部はベルリン外環状線を経由してシェーネフェルト駅やシェーネヴァイデ駅へ向かうようになったが、 旅客輸送は限定的なものであった。
それにもかかわらず、東ベルリンとハレ・ライプツィヒ方面を結ぶ路線は東ドイツ屈指の長距離列車街道になった。1989年時点ではベルリン東駅 - ビターフェルト駅間には1日30本以上の急行列車が通年運行されていたほか、夏季や週末には臨時列車も運行されていた。これらの列車のうち約半数はビターフェルト駅およびヴィッテンベルク駅に、一部列車はユータボーク駅に、少数の列車はルートヴィヒスフェルデに停車していた。バルト海沿岸からの急行列車の一部はハレおよびエアフルト経由でマイニンゲン、ライプツィヒ経由でツヴィッカウおよびアウエへ向かうものもあった。さらに、ベルリンからカルロヴィ・ヴァリ、ロストックからミュンヘンへの列車なども運行されていたほか、西ドイツからの回廊列車のごく一部も経由していた。1976年以降、特に東ベルリン - ビターフェルト間は東ドイツ国鉄の新たな特急網（ドイツ語: Städteexpress、英語: City Express）に編入された。

### 再統一後
ドイツ再統一によって東西ドイツの国境が取り除かれると共に回廊列車は特別な地位を失い、1991年5月31日にはStädteexpressも廃止されインターシティおよびインターレギオに置き換えられた。
1998年以降、ベルリンから南方および西方に向かう長距離列車はハノーファー-ベルリン高速線およびハノーファー-ヴュルツブルク高速線を経由するようになった。これに伴い、ベルリン - ミュンヘン間でさえ当線経由より高速新線経由の方が所要時間は短くなった。
1991年にはベルリン - ハレ・ライプツィヒ間の高速化が決定し、翌1992年に開始された。1993年にはベルリン - ビターフェルト間の160km/h対応化工事の費用の概算が行われ、総予算は19.5億ドイツマルクと見積もられた。これらの工事は1995年に完成した。ベルリン - ライプツィヒ間の所要時間は1990年には142分であったが、連続立体交差化および全駅の近代化を含む様々な設備改良が進行し、1995年には100分にまで短縮された。
次の段階である200km/h対応化工事は2006年まで続けられた。1998年のハノーファー-ベルリン高速線開業から2006年5月末までの間はベルリン - ミュンヘン間の所要時間は当線経由よりフルダおよびヴュルツブルクを経由するルートの方が短くなっていた。
いわゆるマッシュルーム・コンセプト（Pilzkonzept）により、当線からベルリン中央駅へは南北長距離線 によって結ばれた。これに合わせて2005年から翌06年にかけてベルリン - ライプツィヒ間の最高速度は200km/hに引き上げられた。ハレ・ライプツィヒ - ベルリン間の高速化工事の総予算は2013年末時点で16億5700万ユーロとなった。
ベルリン市内ではベルリン=ズュートクロイツ駅 - ルートヴィヒスフェルデ駅間16.9kmの改良工事が行われた。 最高速度はベルリン市内では160km/h、その他の区間では200km/hに引き上げられた。更に18の橋梁や地域列車用の駅であるグロースベーレン駅、テルトー駅、リヒターフェルデ＝オスト駅などの改装工事が行われた。 
ライプツィヒ、ニュルンベルク、ミュンヘン方面へのICEの当線経由への変更は2006年5月28日に行われた。ベルリン - ライプツィヒ間の長距離列車の所要時間は108分（ベルリン動物園駅発着）から73分（ベルリン中央駅発着）に短縮された。ドイツ鉄道の統計によると、2005年初頭から2007年5月までの間にICE利用者数は45%増加した。
2012年8月1日には連邦鉄道庁はハレ - ビターフェルト間のうち15kmに設置されているスラブ軌道上のY字型枕木について老朽化および危険性を理由に禁止した。1990年代半ばに敷設された枕木に問題が生じたことから、最高速度160km/hの区間は120km/h、区間によっては30 - 50km/hへの減速を余儀なくされた。ドイツ鉄道によると該当区間の枕木の更新工事完成は2015年の予定であった。古い枕木の撤去は2012年末に開始され、撤去された箇所には新たなスラブ軌道が敷設された。これらの工事にドイツ鉄道は1,000万ユーロ投資した。2013年6月29日から再び最高速度160km/hでの運行が可能になった。更に200km/h対応化工事が2013年7月に開始された。当初は2012年末着工、2015年完成予定であったが、後に2017年完成予定に変更されている。
ドイツ鉄道の統計によると、ベルリン地区とハレ地区の間を鉄道で移動する長距離旅客は1日当たり約2,500人である。